# Barrancas
Barrancas là một khu tự quản thuộc tỉnh La Guajira, Colombia. Thủ phủ của khu tự quản Barrancas đóng tại Barrancas Khu tự quản Barrancas có diện tích 793 ki lô mét vuông. Đến thời điểm ngày 28 tháng 5 năm 2005, khu tự quản Barrancas có dân số 24264 người.